# 芽孢盐杆菌属
芽孢盐杆菌属（Sporohalobacter）是盐拟杆菌科的一属革兰氏阴性菌。能产生芽孢，芽孢呈圆形。发现于盐的生境中。该属的模式种为洛氏芽孢盐杆菌（Sporohalobacter lortetii）。
该属未包括在《伯杰系统手册》中。该属由Oren等提出(Int.J Syst. Bactcriol. 38：136-137，1988；有效发表于Syst.Appl. Microbiol.9: 239-246, 1987), 而洛氏芽孢盐杆菌原名为洛氏梭荫(Clostrdium lortetii)。

## 下属物种
本属包括以下物种：
- 洛氏芽孢盐杆菌 Sporohalobacter lortetii (Oren 1984) Oren et al. 1988
- 死海芽孢盐杆菌 Sporohalobacter marismortui Oren et al. 1988
- Sporohalobacter salinus Ben Abdallah et al. 2015